# Bernard Sztajnert
Bernard Sztajnert (ur. 4 czerwca 1927 w Łodzi, zm. 11 kwietnia 2009 w Łodzi) – polski poeta, prozaik, eseista i scenarzysta filmowy.
Ukończył studia na Wydziale Humanistycznym (filozofię) na Uniwersytecie Łódzkim. W latach 1939–1944 przebywał w Warszawie. Był żołnierzem milicji PPS. Brał udział w powstaniu warszawskim. W latach 1944–1945 był więziony w obozie KL Flossenbürg. Od 1945 przebywał w Łodzi. Był urzędnikiem Wydziału Kultury Miejskiej Rady Narodowej. Debiutował jako poeta w 1955 roku na łamach dwutygodnika „Kariera”. Należał do łódzkiego oddziału Związku Literatów Polskich, w 1980 roku odznaczony Nagrodą Miasta Łodzi za całokształt twórczości literackiej.
Został pochowany na cmentarzu św. Anny na Zarzewie.

## Twórczość wybrana
- Chwila ahistoryczna
- Tajemnica Maksa Hellera
- Narodziny Brunona Bundera
- Ulica Wilcza
- Odwrócony kamień
- Grupa Pięciu
- Historia ucznia
- Obwód północny
- Trzy Księgi – trylogia (Księga zdarzeń, Księga ojca, Księga czasu)
- Obecność
- Bez strachu
- Śmierć prokuratora
- Księga Ojca
- Przygody Brunona Bundera